# Richard Soria
Richard Robert Soria Fuerte (El Agustino, 24 de febrero de 1973) es un abogado y político peruano. Es el actual alcalde del distrito de El Agustino, desde el 1 de enero de 2023. Siendo elegido en las elecciones municipales de 2022 para el periodo 2023 - 2026. Anteriormente, ejerció dicho cargo por el mismo distrito, desde enero del 2015 hasta diciembre del 2018.

## Biografía
Nació en el distrito de El Agustino, ubicado en la ciudad de Lima, el 24 de febrero de 1973. Es hijo de Liborio Soria Álvarez y de Belén Fuerte Ferro. Es hermano del exviceministro de Justicia, Miguel Ángel Soria.
Realizó sus estudios primarios en el Colegio Jorge Basadre, y los secundarios en el Colegio Nuestra Señora de Guadalupe y en el Colegio Militar Leoncio Prado.
Es abogado graduado en la Universidad de San Martín de Porres. Asimismo, cuenta con una maestría en Gestión Pública de la Universidad Peruana de Ciencias Aplicadas. Laboró como supervisor en Osinergmin y como abogado en la Superintendencia de Banca, Seguros y AFP.

## Carrera política
Richard Soria se inició en la política como candidato a la alcaldía del distrito de El Agustino, por el partido Cambio Radical en las elecciones municipales del 2010, sin embargo, no resultó elegido.

### Alcalde de El Agustino
En las elecciones municipales del 2014, se apuntó nuevamente como candidato a la alcaldía de El Agustino por el partido Perú Patria Segura, en calidad de invitado. Soria resultó elegido como alcalde, venciendo a Víctor Salcedo Ríos con la mayoría de votos, para el periodo municipal 2015 - 2018. Intentó ser reelegido por el Partido Popular Cristiano, sin embargo, su candidatura fue declarada improcedente.
Para las elecciones municipales del 2022, Soria se afilió al partido Podemos Perú y postuló por cuarta vez como alcalde de El Agustino, donde logró nuevamente ser elegido para el periodo 2023 - 2026.